# Charles Gbeke
Charles Gbeke (Abidjan, 15 marzo 1978) è un ex calciatore ivoriano naturalizzato canadese, di ruolo attaccante.

## Carriera

### Club
Dopo aver giocato nella squadra B del Troyes, Gbeke si trasferisce in Brasile dove viene ingaggiato dal Comercial-SP e, poi, dal Matsubara. Passa quindi in Major League dove gioca per i Whitecaps di Vancouver e i Sounders di Seattle. Continuerà a giocare in questo campionato fino al 2009, tranne che per due brevi parentesi nel campionato canadese (Ottawa Wizards) e nel campionato danese (Herfølge). Successivamente va in Cina dove firma per il Guangzhou.

### Nazionale
Ha giocato in totale tre partite con la Nazionale canadese, esordendo il 1º febbraio 2008 contro la selezione martinichese. Ha fatto anche parte dei convocati alla CONCACAF Gold Cup 2009, dove non è sceso in campo.